# Hoherpriester von Heliopolis
Hoherpriester in Heliopolis war eines der höchsten und wichtigsten Priesterämter im alten Ägypten. Der Hohepriester von Heliopolis war vor allem im Neuen Reich eine der wichtigsten religiösen Personen, neben dem Hohenpriester des Ptah in Memphis und dem Hohenpriester des Amun in Theben. Sein wichtigster Titel war Wer-mau (Wr-m3w) – Großer der Schauenden. In Heliopolis sind Re und Atum verehrt worden, dessen Priester der Wer-mau war. Der Titel an sich ist seit dem Alten Reich bezeugt, doch ist unklar, ob es damals schon das Amt eines Hohenpriesters bezeichnete. Die genaue Lesung und Übersetzung des Titels ist in der Forschung umstritten. Es wurde vorgeschlagen, dass der Titel zunächst Maau-wer (M33w-wr) oder Maa-wer (M33-wr) – der den Großen schauen darf) zu lesen ist und sich ganz am Anfang in der 1. bis 3. Dynastie auf Beamte im engsten Königsumkreis bezog, die eine enge Beziehung zum Sedfest hatten. Im folgenden Alten Reich war er wahrscheinlich der Titel von Expeditionsleitern, die auch eine Priesterfunktion hatten, wobei die Priesterfunktion erst in späterer Zeit die wichtigste Funktion des Titels wurde. Expeditionen zum Sinai und zum Gebel el-Ahmar begannen in Heliopolis. Erst in der 5. Dynastie wurde der Titel zu einem reinen Priestertitel.
Im Neuen Reich ist der Titel Wer-mau auch an anderen Orten bezeugt, so dass der Hohepriester in Heliopolis oftmals den Titel Wer-mau-em-Iunu (Großer der Schauenden in Heliopolis) trug, um ihn von den anderen Priestern zu unterscheiden. In dieser Zeit wurde das Amt oft von Königssöhnen besetzt.

## Liste der Hoherpriester

### Altes Reich
- König Userkaf, im Papyrus Westcar als Hoherpriester bezeichnet
- Issichaef
- Ibi
- Chuienhor (6. Dynastie)

### Erste Zwischenzeit
- Meru
- Sebeki
- Sebeki (Bi)

### Mittleres Reich
- Chaikaureemhutaat (Ende 12. Dynastie)
- Chentichetihotep
- Re (13. Dynastie)
- Maacherureemhutaat

### Neues Reich
- Sennefer (etwa Hatschepsut bis Thutmosis III.)
- Ahmose (etwa Thutmosis III. bis Amenophis II.)
- Amenemhat (Amenophis III.)
- Pawah (Echnaton)
- Sainheret (18. Dynastie)
- Paraemhab (Haremhab)
- Amenemipet (Ramses II.)
- Meriatum (Ramses II.)
- Bak (Ramses II.)
- Rahotep (Ramses II.)
- Ramses Meriatum (Ramses III.)
- Nebmaatre (Ramses IX.)
- Anchwas

### Dritte Zwischenzeit
- Schedsunefertem (22. Dynastie)
- Djedptahiuefanch
- Radjaa

### Spätzeit
- Pawen
- Harwa
- Horwedja
- Harsiese
- Iriri
- Smendes
- Usirwer
- Bakennefi